# 黄冠马利筋
黄冠马利筋（学名：Asclepias curassavica f. flaviflora）为夹竹桃科马利筋属的植物。分布于日本以及中国大陆的广东、广西等地，目前尚未由人工引种栽培。